# Llista de presidents del Reial Madrid Club de Futbol

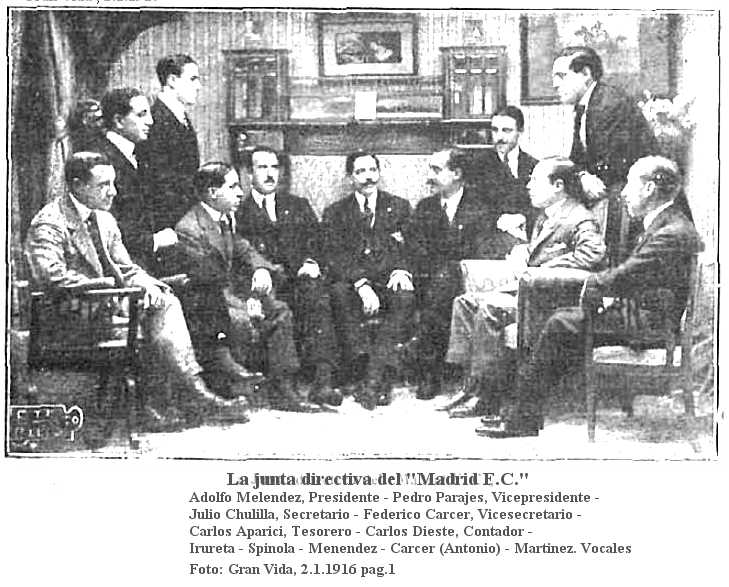
Foto de la Junta directiva del club l'any 1916

El que segueix és la llista de presidents del Reial Madrid Club de Futbol des de la seva fundació. Tot i que el club fou fundat oficialment l'any 1902, ja duia un parell d'anys funcionant com a club de football després que alguns jugadors se separessin de l'Sky Football Club el 1900, liderats per Julián Palacios; és per això que aquest darrer apareix com el primer president de la història del Reial Madrid, i així queda reflectit en la història oficial del club.
| Presidents del club          | Període                      |
| ---------------------------- | ---------------------------- |
| Julián Palacios              | 1900-02                      |
| Joan Padrós                  | 1902-04                      |
| Carles Padrós                | 1904-08                      |
| Adolfo Meléndez (1r mandat)  | 1908-16                      |
| Pedro Parages                | 1916-26                      |
| Luis de Urquijo              | 1926-30                      |
| Luis Usera                   | 1930-35                      |
| Rafael Sánchez Guerra        | 1935-36                      |
| Adolfo Meléndez (2n mandat)  | 1936-40                      |
| Antonio Santos Peralba       | 1940-43                      |
| Santiago Bernabéu de Yeste   | 1943-78                      |
| Luis de Carlos               | 1978-85                      |
| Ramón Mendoza                | 1985-95                      |
| Lorenzo Sanz                 | 1995-00                      |
| Florentino Pérez (1r mandat) | 2000-06                      |
| Ramón Calderón               | 2006-09                      |
| Vicente Boluda               | 2009                         |
| Florentino Pérez (2n mandat) | 2009-actualment en el càrrec |

Nota: entre el febrer i el juny de 2006 van ser presidents en funcions designats per la Junta directiva del club Fernando Martín i Luis Gómez-Montejano fins que es va elegir el nou president en les eleccions del setembre del mateix any.
| Presidents d'honor         | Concessió             |
| -------------------------- | --------------------- |
| Carles Padrós              | 1908                  |
| Adolfo Meléndez            | 1913                  |
| Alfons XIII                | 29 de juny de 1920    |
| Santiago Bernabéu de Yeste | 27 de maig de 1948    |
| Alfredo Di Stéfano         | 5 de novembre de 2000 |
| Joan Carles I              | 6 de març de 2002     |